# リチャード・シャウプ
リチャード・ガードナー・シャウプ (英語: Richard Gardner Shoup, 1923年11月29日 - 1995年11月25日)は、アメリカ合衆国の政治家、共和党員。 アメリカ合衆国下院議員(通算期)。

## 経歴・人物
シャウプは1923年11月29日、アイダホ州レムヒ郡サーモンで生まれた。曽祖父のジョージ・シャウプは初代アイダホ州知事を務め、同州初のアメリカ合衆国上院議員を務めた人物であった。サーモンの公立学校を卒業後、1950年にモンタナ州ミズーラのモンタナ大学で学士号を取得した。
第二次世界大戦中の1943年から1946年までアメリカ陸軍の欧州地域野戦砲兵部隊に所属。1951年から1952年まで朝鮮戦争に従軍した。戦後は、ミズーラでランドリーとドライクリーニングの事業を経営していた。

### 政治家として
1963年にミズーラ市議会議員に就任して以降、ミズーラ市議会議長などを務め、1967年に第38代ミズーラ市長に就任した。シャウプは市長として老朽化が進んでいた新市庁舎の建設を進め、モンタナ大学でベトナム戦争に関する反戦デモが起こった際には、占拠された建物の解放交渉を行った。
1970年、共和党から連邦下院議員選挙に出馬して当選後、2選を果たした。下院議員として、癌治療、ベトナム戦争の行方不明兵士、エネルギー開発、牛肉製品の適切な表示などの問題に関わった。また、シャウプは1974年1月2日に発効した「北東部鉄道法(1973年3R法)」の成立に大きな貢献を果たした。同法はアメリカ北東部の鉄道路線の復旧、再構築を目指すもので、1976年の鉄道活性化及び規制法(4R法)や1980年のスタッガーズ・レール法などの鉄道関連法案の基礎となった。その後、3期目を目指した1974年選挙で民主党のマックス・ボーカスに破れ、1万2000票以上の差をつけられ落選した。
政界引退後は、1975年から1984年までユニオン・パシフィック鉄道のワシントン駐在員として働いていた。1995年11月25日にミズーラで亡くなった。